# Kosuke Suzuki
Kosuke Suzuki (født 16. juni 1981) er en tidligere japansk fodboldspiller.
Han har spillet for flere forskellige klubber i sin karriere, herunder Shimizu S-Pulse og Ventforet Kofu.